# Sara Isakovič
Sara Isakovič (née le 9 juin 1988 à Bled), dont le père Nenad est serbe et la mère slovène, est une nageuse (200 mètres nage libre) slovène.

## Biographie
Elle passe une grande partie de son enfance à Dubaï, car son père était pilote pour la compagnie aérienne de Dubaï.
Isakovič est membre du club de natation de PK Radovljica situé à Radovljica en Slovénie. Elle est entrainée par Miha Potočnik.
Isakovič participa pour la Slovénie aux Jeux olympiques d'été de 2004 à Athènes et aux Jeux olympiques d'été de 2008 de Pékin où elle remporta la médaille d'argent dans l'épreuve de 200 mètres nage libre. La même année, elle avait déjà remporté dans la même discipline la médaille d'or aux championnats d'Europe de natation 2008.
Elle est la nièce du handballeur Mile Isaković.